# Enrico Pace

Enrico Pace

'Enrico Pace (Rimini, 1967) is een Italiaans pianist.
Pace studeerde piano bij Franco Scala en hield zich daarnaast bezig met orkestdirectie en compositie. In 1987 won hij de eerste prijs in Stresa tijdens het internationale Yamaha-concours en in 1989 won hij het Tweede Internationaal Franz Liszt Pianoconcours (Wibi Soerjadi eindigde dat jaar als derde). Sindsdien heeft Enrico Pace opgetreden in vele steden in Europa en maakte hij een tournee door Australië waar hij optrad met de symfonieorkesten van Sydney en Melbourne. Ook werkte hij met het Nationaal Philharmonisch Orkest van Warschau en het Noord Nederlands Orkest. Hij vormt een duo met de violist Frank Zimmermann en speelt ook regelmatig samen met anderen, onder wie de Nederlandse violiste Liza Ferschtman en pianist Nikola Meeuwsen.
- Bibliothèque nationale de France: cb15039805k (data)
- CiNii: DA16131948
- Gemeinsame Normdatei: 131726447
- International Standard Name Identifier: 0000 0000 8188 7782
- Library of Congress Control Number: no2003029012
- MusicBrainz: 0e8640d8-6d1d-4513-948f-92fad53d59e9
- Istituto Centrale per il Catalogo Unico: DDSV178283
- Système universitaire de documentation: 107696991
- Virtual International Authority File: 119787293
- WorldCat: E39PBJfcTv6FjpTBcBfVtvC84q